# Dialkylsulfide
| Dialkylsulfide    |
| ----------------- |
| Allgemeine Formel |
| Dimethylsulfid    |
| Diethylsulfid     |

Als Dialkylsulfide (auch Dialkylthioether) werden in der Chemie organische Verbindungen bezeichnet, die als funktionelle Gruppe eine Thioether-Gruppe besitzen – ein Schwefelatom, das mit zwei Alkylresten substituiert ist (R1–S–R2). Sie enthalten keine anderen Heteroatome oder Mehrfachbindungen. Als Alkylgruppe kommen unter anderem Methyl, Ethyl etc. vor. Cyclische Thioether wie z. B. Tetrahydrothiophen  gehören nicht dazu.
Dimethylsulfid (H3C–S–CH3) ist der bekannteste Dialkylthioether. Es besitzt einen unangenehmen Geruch und ist ein Bestandteil von Mundgeruch und in Spuren auch in Bier zu finden, wo es einen wichtigen Bestandteil des Aromas ausmacht, in zu hohen Konzentrationen aber als unangenehm empfunden wird.  Dimethylsulfid wird durch den anaeroben Abbau der proteinogenen Aminosäure Methionin freigesetzt.

## Klassifizierung
Die Dialkylthioether lassen sich in symmetrische und unsymmetrische sowie in unverzweigte und verzweigte Vertreter klassifizieren. Beispiele:
| Ether       | symmetrisch       | unsymmetrisch        |
| ----------- | ----------------- | -------------------- |
| unverzweigt | Diethylsulfid     | Ethylmethylsulfid    |
| verzweigt   | Diisopropylsulfid | Ethylisopropylsulfid |

## Herstellung
Zur Synthese der Dialkylsulfide sind mehrere Methoden beschrieben:
- Reaktion von Thioalkoholaten mit Halogenalkanen[4]
- Addition von Thiolen an Alkene[4]